# Werner Vasicek
Werner Richard Hubert Vasicek (* 25. September 1939 in Langenlois; † 25. März 2013 in Zwettl) war ein österreichischer Heimatforscher.

## Leben
Vasicek studierte Geologie und Paläontologie an der Universität Wien. Beruflich war er durch vier Jahrzehnte als Kustos im Krahuletz-Museum der Stadt Eggenburg tätig. In dieser Zeit war das nach Johann Krahuletz benannte  Museum eine erste Anlaufstelle für Fach- und Heimatforscher mit speziellen Anliegen. Werner Vasicek förderte zahlreiche wissenschaftliche Projekte und war selbst an einigen maßgeblich beteiligt. Als ständiger Mitarbeiter des Bundesdenkmalamtes in Wien publizierte er in der Fachzeitschrift Fundberichte aus Österreich. Weiters ist er Mitarbeiter an der Geologischen Spezialkarte der Republik Österreich. Sein Hauptinteressensgebiet betrifft aber das Perm von Zöbing, worüber er publizierte und eine zusammenfassende Gesamtdarstellung in Arbeit hat. Das Höbarthmuseum in Horn und das Krahuletzmuseum in Eggenburg besitzen aus seinen Aufsammlungen und Grabungen bedeutende Exponate zu diesem geologischen Zeitabschnitt.
Vasiceks Bedeutung liegt vor allem in seiner durch Jahrzehnte betriebenen volksbildnerischen Museumsarbeit, mit der er vor allem die Jugend nachhaltig ansprechen konnte und in seiner erfolgreichen Beschäftigung mit einem in Österreich ansonsten wenig beachteten wissenschaftlichen Thema.

## Werke (Auswahl)
- Insektenreste aus dem Perm von Zöbing bei Krems in Niederösterreich. In: Annalen des Naturhistorischen Museums in Wien. Band 71, 1967, 13–18 (zobodat.at [PDF]; mit Friedrich Bachmayer).
- Bericht 1973 über Aufnahmen im Perm von Zöbing auf den Kartenblättern Horn (21) und Krems (38), Verhandlungen der Geologischen Bundesanstalt, Wien 1974, S. A114f.
- 280 Millionen Jahre alte Spuren der Steinkohlewälder von Zöbing, Katalogreihe des Krahuletz-Museums 4, Eggenburg 1983.
- Geologische Karte der Republik Österreich, Blatt 38, Wien 1984.
- Krahuletz-Museum, Mannus-Bibliothek 23, Bonn 1985, S. 39ff.
- Die geologisch-paläontologische Sammlung als Hauptthematik des Krahuletz-Museums, Mannus 51, Bonn 1985.
- Das Krahuletzmuseum, Eggenburg. Geschichte und Kultur (Hans Brandstetter), Wien 1986.
- Das Jungpaläozoikum von Zöbing, Exkursionen im Jungpaläozoikum und Mesozoikum Österreichs, Wien 1991.
- Familie. Ideal und Realität, Katalog der Niederösterreichischen Landesausstellung N.F. 316, Horn 1993, S. 503 (Nr. 9.41).
- Jungpaläozoikum von Zöbing, Schriftenreihe des Waldviertler Heimatbundes 38, Waidhofen/Thaya 1999, S. 63ff. (gemeinsam mit Fritz F. Steininger).